# Бурненвил Фаврол
Бурненвил Фаврол (фр. Bournainville-Faverolles) насеље је и општина у северној Француској у региону Горња Нормандија, у департману Ер која припада префектури Берне.
По подацима из 2011. године у општини је живело 414 становника, а густина насељености је износила 59,48 становника/km². Општина се простире на површини од 6,96 km². Налази се на средњој надморској висини од 185 метара (максималној 185 m, а минималној 169 m).

## Демографија
| 1962. | 1968. | 1975. | 1982. | 1990. | 1999. | 2011. |
| ----- | ----- | ----- | ----- | ----- | ----- | ----- |
| 179   | 203   | 280   | 380   | 441   | 425   | 414   |

График промене броја становника у току последњих година